# Orthocentrus pallidifrons
Orthocentrus pallidifrons är en stekelart som först beskrevs av Morley 1913.  Orthocentrus pallidifrons ingår i släktet Orthocentrus och familjen brokparasitsteklar. Inga underarter finns listade i Catalogue of Life.